# 電壓鉗

電壓鉗的原理是負回授。膜电位放大器量測细胞膜上的電壓，將輸出送到回授放大器中，會將信號產生器送出的命令電壓中減去膜电位。再將相減後的信號放大，透過導通電流的微電極傳送到轴突

電壓鉗(英文：Voltage clamp)是一種由電生理學家使用的實驗方法，用於測量通過可興奮的細胞膜（如神經元）的離子電流，同時將膜電位保持在設定水平。透過插入神經細胞内的一根細微的電極向細胞內補充電流，而補充的電流量正好等於跨膜流出的反向離子流，如此一來即使細胞膜通透性發生改變時，也能控制膜電位的數值不變。
基本電壓鉗將迭代地測量膜電位，然後通過添加必要的電流將膜電位（電壓）更改為所需值。將細胞膜“鉗”在所需的恆定電壓上，從而使電壓鉗能夠記錄輸送的電流。因為施加到細胞的電流必須等於（且與之相反）在設定電壓下流過細胞膜的電流，所以記錄的電流表明細胞對膜電位變化的反應。可被激發的細胞其細胞膜包含許多不同種類的離子通道，其中一些是電壓門控的。電壓箝允許獨立於離子電流來操縱膜電壓，從而可以研究膜通道的電流-電壓關係。